# Seznam prezidentů Íránu
Seznam prezidentů Íránu uvádí v chronologickém pořadí všechny, kteří od roku 1980 zastávali funkci prezidenta Íránu.
| Foto | Jméno                    | V úřadě                             | Politická strana                                              |
| ---- | ------------------------ | ----------------------------------- | ------------------------------------------------------------- |
|      | Abú al-Hasan Baní Sadr   | 4. února 1980 – 22. června 1981     | nestraník                                                     |
|      | Muhammad Alí Radžáí      | 2. srpna 1981 – 30. srpna 1981      | Islámská republikánská strana                                 |
|      | Sajjid Alí Chameneí      | 13. října 1981 – 3. srpna 1989      | Islámská republikánská strana, Uskupení bojujících duchovních |
|      | Akbar Hášemí Rafsandžání | 3. srpna 1989 – 2. srpna 1997       | Asociace bojujících duchovních, Strana výstavby               |
|      | Muhammad Chátamí         | 2. srpna 1997 – 3. srpna 2005       | Asociace bojujících duchovních                                |
|      | Mahmúd Ahmadínežád       | 3. srpna 2005 – 3. srpna 2013       | Aliance stavitelů islámského Íránu                            |
|      | Hasan Rúhání             | 3. srpna 2013 – 3. srpen 2021       | Islámská republikánská strana, Uskupení bojujících duchovních |
|      | Ebráhím Raísí            | 3. srpna 2021 – 19. května 2024     | Uskupení bojujících duchovních                                |
|      | Muhammad Mochber         | 19. května 2024 – 30. července 2024 | nestraník                                                     |
|      | Masúd Pezeškján          | od 30. července 2024                | nestraník                                                     |